# Kisar
Kishar o Kisar, fue una diosa primigenia en la mitología mesopotámica. Es mencionada, una sola vez, en el poema épico Enuma Elish como madre de Anu y consorte de su hermano Anshar, hija de Apsu y Tiamat. Kishar representa a la tierra, y es vista como una diosa madre y contraparte de Anshar, el cielo.
En otras ocasiones, aparece como hija de Lahmu y Lahamu, siendo esta última la primogénita hija nacida de Tiamat y Apsu. 
Es mencionada, a veces, como madre de Ki/Ninhursag (pero ésta, en otros textos figura como hija de Nammu). 